# Liga veneta Repubblica
La Ligue vénète République (en italien : Liga veneta Repubblica), nommée jusqu'en 2007 Ligue front Vénétie (en italien : Liga Fronte Veneto), est un parti politique italien, implanté en Vénétie pour laquelle il réclame l'autodétermination et l'indépendance.
C'est un parti membre de l'Alliance libre européenne.
Malgré son nom et des origines communes, il est assez opposé à la Ligue du Nord qui compte en son sein une Liga veneta qui en constitue la composante principale.
Son siège est implanté à Vérone.
Elle a obtenu 31 353 voix lors des élections générales italiennes de 2008, soit 0,09 % des voix à la Chambre (en Italie) et 1,69 % dans la circonscription Vénétie I (Padoue Rovigo Vérone Vicence). Au Sénat, elle obtient 47 677 voix, soit 1,68 % à l'échelle de la région de Vénétie.
Lors des élections générales italiennes de 2013, elle obtient 15 838 voix (0,04 %) au niveau national, à la Chambre, et 20 381 voix (0,06 %) au Sénat.
Son leader est Fabrizio Comencini (secrétaire général).